# Ngày thơ Việt Nam
Ngày Thơ Việt Nam là ngày hội tôn vinh thành tựu thơ ca Việt Nam, được tổ chức vào ngày rằm tháng giêng âm lịch hàng năm theo quyết định của Hội nhà văn Việt Nam, dưới sự đồng ý và chỉ đạo của Ban tư tưởng-Văn hóa Trung ương và Bộ Văn hóa-Thông tin Việt Nam. Lần đầu tiên, Ngày Thơ Việt Nam vào năm Quý Mùi (tức năm 2003) được diễn ra tại Văn Miếu-Quốc Tử Giám, Hà Nội.

## Lần thứ nhất
Vào rằm tháng 1 năm 2003 tại Văn Miếu - Quốc Tử Giám, Hà Nội, Ngày Thơ Việt Nam lần thứ nhất được tổ chức long trọng. Mở đầu bằng lễ kéo Lá cờ Thơ, rồi ngâm đọc bài thơ Nguyên tiêu của Hồ Chí Minh. Sau đó là các chương trình giao lưu thơ với công chúng, đọc những bài thơ hay nhất của đất nước, ngâm thơ, bình thơ v.v.

## Lần thứ hai

Biểu tượng Ngày thơ VN. Tác giả: Nguyễn Trọng Tạo

Kế hoạch cử 50 cô gái đất Tràng An buộc thơ dưới bóng bay rồi thả và lễ kéo lá cơ thơ không thực hiện được. Tập trung vào chủ đề Thơ VN - Truyền thống và Đổi mới. Tham luận Thơ VN - cận kề cuộc cách mạng mới của nhà thơ Nguyễn Hoàng Sơn

## Lần thứ ba

### Tại Hà Nội
Ngày thơ lần thứ ba được tổ chức bắt đầu vào 8 giờ 30 phút sáng ngày 8 tháng 2 năm 2005 (cũng tại Văn Miếu) với bài mở đầu Nam quốc sơn hà của tác giả Lý Thường Kiệt và Nguyên tiêu của tác giả Hồ Chí Minh.
Ngày thơ lần thứ ba có nhiều người tham gia hơn lần thứ hai nhưng phần đông là sinh viên các trường đại học.
Ông Nguyễn Văn Thành (Phó Viện trưởng Viện Sân khấu Điện ảnh Việt Nam) nhận xét: "Tôi thấy mừng vì ngày thơ đã được tổ chức đến lần thứ 3, song điều đáng phải bàn ở đây là hình thức tổ chức chưa hoàn thiện. Ngày thơ năm nay thiếu chiều sâu, nghiêng nhiều về hội hè nhưng thơ hay thực sự lại thưa thớt".

### Tại Thành phố Hồ Chí Minh
"Đêm thơ nguyên tiêu 2005" - hoạt động chính trong Ngày thơ Việt lần 3 diễn ra tại Cung văn hoá Lao động. Ở đây, ngày thơ Việt lần này dường như không còn dành cho nhà thơ chuyên nghiệp, mà chỉ dành cho những người làm thơ nghiệp dư. Đêm thơ hầu hết chỉ là các CLB thơ thuộc các trung tâm, nhà văn hóa các quận, huyện, TP.